# Josep Roger
Josep Roger fou un organista originari de Camprodon. Inicialment va treballar al monestir de la seva vila natal; el gener del 1797 va postular-se com a candidat pel càrrec de mestre de capella a l'església parroquial de Sant Esteve d'Olot. Roger finalment no va arribar a fer-se sentir i la urgència per cobrir dita plaça feu que finalment aquesta recaigués en Vicenç Alzina.